# Museo de Moravia
El Museo de Moravia (en alemán: Mährische Landesmuseum) es un museo ubicado en la ciudad checa de Brno, capital de la Región de Moravia Meridional. Es el segundo más antiguo y a la vez segundo más grande del país. La sede principal se encuentra en el Palacio Dietrichstein.

## Historia
Fue fundado el 29 de julio de 1817 mediante un decreto imperial emanado por Francisco I de Austria y II del Sacro Imperio Romano Germánico como el Kaiser-Franz-Museum (Museo del Káiser Francisco en alemán y Františkovo muzeum en checo), cuando la ciudad formaba parte del Imperio austrohúngaro. El Palacio Dietrichstein fue construido entre 1614 y 1618 por orden de Franz von Dietrichstein, quien lo utilizó como su residencia oficial mientras ejercía el cargo de Landeshauptmann (gobernador) de Moravia.

## Colecciones
Posee una completa colección de más de seis millones de piezas relacionadas con la región histórica de Moravia, abarcando exhibiciones de distintos temas con un enfoque principalmente científico, entre los que destacan la antropología, arqueología, historia temprana y posterior de la Edad Media, botánica e historia natural, teatrología, entomología, etnografía, geología, genética, historiografía, mineralogía, musicología, paleontología y zoología. 
Es en el museo donde se conserva la Venus de Dolní Věstonice y se encuentra el Mendelianum, un centro complementario al Museo Mendel de la Universidad Masaryk, que almacena algunas pertenencias originales de Gregor Mendel, las cuales sirvieron para sus investigaciones.